# Corazón Mizzi
Corazón Mizzi (* 11. Juli 1987 in Żebbuġ) ist eine maltesische Singer-Songwriterin.

## Leben
Corazón Mizzi wurde am 11. Juli 1987 in Ħaz-Zebbug geboren. Sie nahm im Laufe ihrer Karriere mehrere Male am nationalen Gesangswettbewerb L-Għanja Tal-Poplu mit den Liedern Kieku Taf, Mill-Għajnejn ta’ Tifla und Hawn Jien teil. Sie gewann den Wettbewerb mehrmals.
2012 nahm die Sängerin an Malta Eurovision Song Contest, dem Vorentscheid Maltas zum Eurovision Song Contest, mit dem Lied Mystifying Eyes teil, im Folgejahr mit dem von Paul Giordimaina und Fleur Balzan komponierten Song My Stranger Love, teil. 2014 trat Mizzi mit ihrem selbstgeschriebenen Song Secretly an und erreichte als eine von 20 das Halbfinale, welches am 21. November 2014 im Marsa Shipbuilding in Marsa, Malta, stattfinden wird. Beim Junior Eurovision Song Contest 2014 war sie Mitglied der maltesischen Jury.
An der Universität Malta machte sie ihre Promotion in Jura. Heute arbeitet sie als Notarin in Attard und moderiert die Show TVPM, die auf dem Sender TVM gesendet wird.

## Diskografie

### Alben
- 2014: Hawn Jien

### Singles
- 2006: Kieku Taf
- 2010: Tal-Aħħar (Mit Walter Micallef)
- 2010: Mill-Għajnejn ta’ Tifla
- 2011: Looking for You
- 2012: Mystifying Eyes
- 2013: My Stranger Love
- 2014: Hawn Jien
- 2014: Secretly
- 2015: Xelin
- 2016: Falling Glass